# Diabetologia
Diabetologia – dziedzina medycyny zajmująca się leczeniem cukrzycy i jej powikłań, a także innych schorzeń związanych z zaburzeniami homeostazy glikemii. W Polsce specjalizacja z diabetologii trwa 4 lata (2 lata modułu podstawowego z chorób wewnętrznych i 2 lata modułu specjalistycznego z diabetologii). Konsultantem krajowym diabetologii od 27 czerwca 2019 roku jest prof. dr hab. n. med. Krzysztof Strojek. Diagnostyką i leczeniem cukrzycy u dzieci zajmuje się specjalizacja endokrynologia i diabetologia dziecięca.